# Loffer

Manœuvre d'un bateau à loffer

Sur un voilier, lofer — plus rarement loffer — c'est manœuvrer le navire de manière à rapprocher le voilier de l'axe du vent.

## Description
Pour lofer, le barreur (ou le timonier) modifie la direction suivie par le navire en agissant sur la barre.
- Comme dans toute manœuvre changeant l'incidence du vent sur les voiles, il est généralement nécessaire de régler la voilure après avoir loffé.
- Un voilier peut avoir une tendance naturelle à lofer : on parle de voilier ardent. Les voiliers modernes sont généralement ardents.
- Au vent arrière par vent frais, le voilier a tendance à lofer de manière incontrôlable : on parle de départ au lof ou d'auloffée.

On utilise le terme lofer dans différents contextes :
- pour indiquer un changement de cap, plutôt que d'indiquer un nouveau cap, on peut demander au barreur de lofer de n degrés
- au près, lorsque le vent adonne, on va lofer pour améliorer son cap de remontée au vent. Dans un contexte plus général, on peut demander au barreur de lofer si le réglage de la voilure n'est plus adapté (du fait d'une rotation du vent) et que celui-ci l'emporte sur le cap suivi.

La manœuvre inverse consiste à abattre.
L'action de loffer est principalement utilisée pour gérer la direction du bateau (on parle de commande ou de liaison directe dans le jargon des moniteurs de voile) mais peut aussi servir temporairement à gérer l'équilibre et la propulsion sur un voilier léger (commande indirecte) : En loffant légèrement sans modifier le réglage des voiles on dévente partiellement celles-ci (faseyement au bord d'attaque), en diminuant la poussée vélique, façon rapide de gérer une survente sans prise de gîte néfaste pour la vitesse.
Il est à noter qu'une survente aux allures de près modifie la composition des vecteurs dont résulte le vent apparent : L'augmentation du vent réel (risée, rafale,survente) se traduit par une augmentation du vent apparent, mais aussi, ce qui est moins intuitif, par un changement de direction équivalent à une adonnante  pour laquelle la réponse correcte est de loffer.
Le réflexe de loffer à la risée, un des fondamentaux des "fins barreurs", s'acquiert facilement avec un peu d'entraînement sur les dériveurs légers monocoques (Laser 420...etc) naturellement instables et réactifs mais moins sur des bateaux plus stables (quillards lestés et multicoques) où il est cependant tout aussi utile.